# NeilPryde

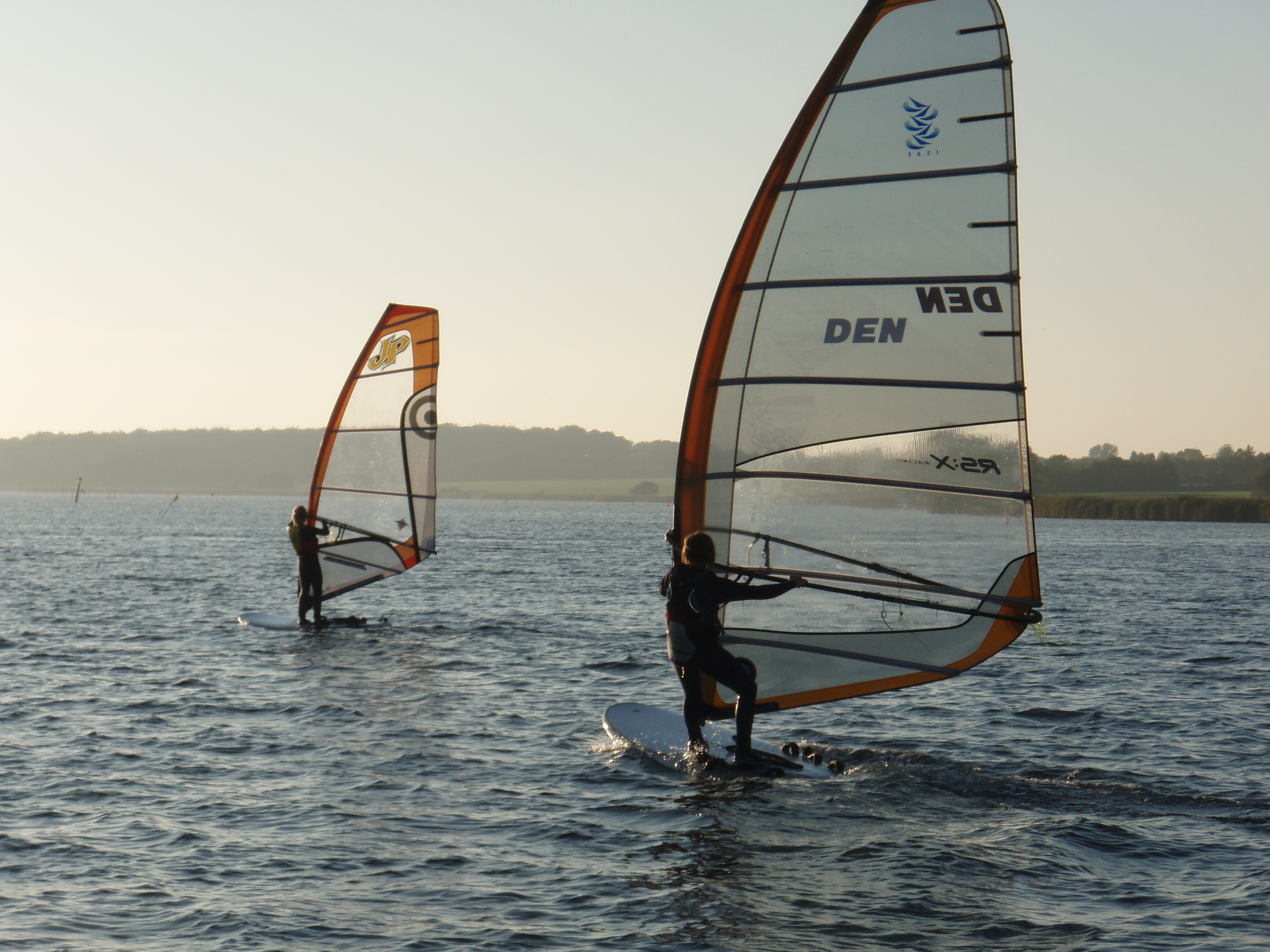
Au premier plan, une RS:X dans du petit temps

NeilPryde est la marque d'une entreprise de voilerie, qui fabrique des voiles, des gréements, des équipements pour les véliplanchistes et les surfeurs.

## Historique
Fondé en 1970 comme fabricant de voile traditionnel, le groupe Neil Pryde Ltd s'est développé pour devenir un acteur important[évasif] dans le monde des sports de glisse. 
Sa première réalisation de gréement pour des planches à voile olympiques remonte à la Lechner A-390 dessinée par George Lechner en 1987, dont la version de gréement de 7,30 m2 utilisée pour les Jeux de 1992, est de Neil Pryde.
Entre 2008 et 2020, le groupe NeilPryde est le fournisseur de la planche à voile olympique RS:X.

## Description
Neil Pryde commercialise des centaines de produits, sous cinq marques différentes, dans plus de quarante pays. 
Des investissements stratégiques dans la distribution sur des marchés clés, ainsi qu'un support marketing très ciblé ont permis à Neil Pryde de se créer une forte réputation aussi bien pour les performances de ses produits que pour la croissance de ses affaires[évasif][passage promotionnel].